# Однорядка

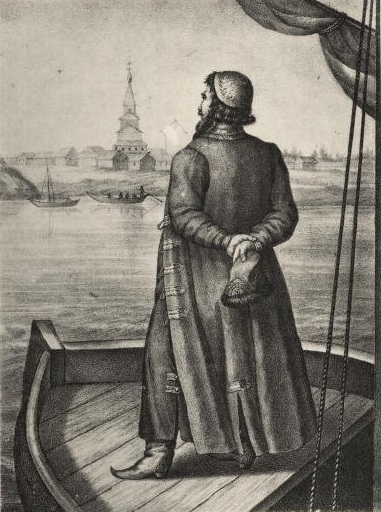
Однорядка. XVII р.

Одноря́дка (рос. однорядка) — старовинний російський одяг. Верхній широкий, довгополий до щиколотки, жіночий та чоловічий, без коміра, з довгими рукавами, під якими робилися отвори для рук. Однорядка застібалася встик, і часто оперізувалась.
Однорядки шилися з одного ряду тканини, тобто вона не мала підкладки. Застосовувалися зуфа, сукно та інші вовняні тканини; прикрашалися мереживом, нашивками, зразками і золотими строками. Однорядка грала роль плаща. Її носили восени і в негоду, в рукави і наопаш.
Однорядки носили як бояри, так і посадські люди.